# Papyrus Nash

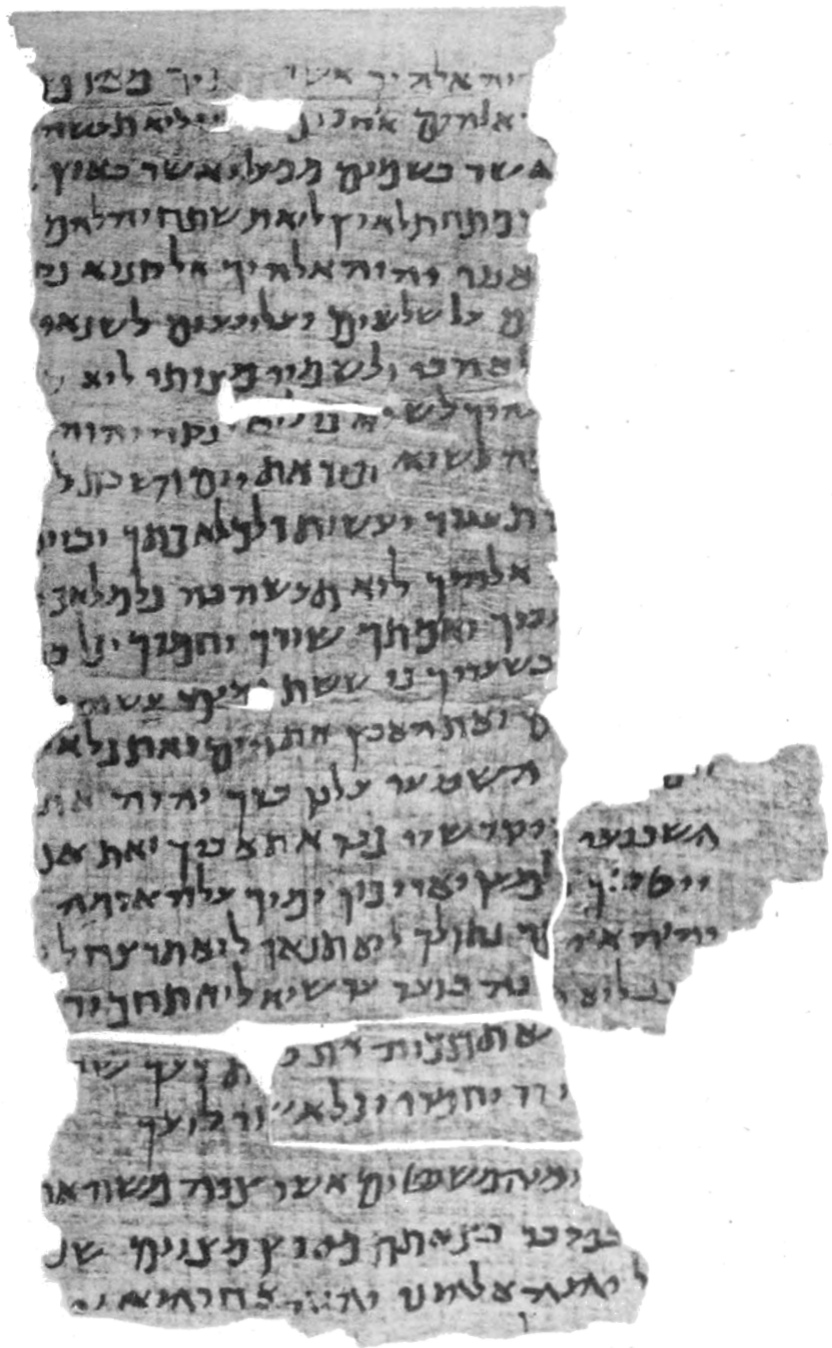
Der Papyrus Nash (2. Jahrhundert v. Chr.)

Der Papyrus Nash ist ein Papyrusblatt aus vier Bruchstücken von etwa 200–100 v. Chr., auf dem in hebräischer Sprache die Zehn Gebote in einer Mischform von Ex 20,2ff und Dtn 5,6ff sowie der Anfang des Schma Jisrael (Dtn 6,4f) notiert sind. Er galt bis 1947 als älteste bekannte Bibelhandschrift.

## Datierung
1902 kaufte W.L. Nash das Blatt in Ägypten und schenkte es der Cambridge University, in deren Bibliothek es sich bis heute befindet. 1903 veröffentlichte und kommentierte Stanley A. Cook den Fund in einer archäologischen Zeitschrift. Er datierte den Papyrus auf 100–200 n. Chr. 
Der Archäologe William Foxwell Albright dagegen untersuchte ihn paläografisch und datierte ihn deshalb 1937 in die Zeit der Makkabäerkriege (ca. 170 v. Chr.). Der Hebraist Paul Kahle verglich ihn mit den bis dahin bekannten Schriftrollen vom Toten Meer und datierte ihn 1951 auf die Zeit vor der Zerstörung des zweiten Jerusalemer Tempels im Jahr 70.
Die weiteren Qumranschriftfunde bis 1965 bestätigten dann die paläografischen Indizien, auf die Albright sich gestützt hatte, so dass seine Datierung sich heute durchgesetzt hat.

## Textversion
Der Text unterscheidet sich an einigen Stellen von dem 1000 Jahre später geformten Masoretischen Text: Im Einleitungsvers, der Selbstvorstellung JHWHs, fehlt der Ausdruck „aus dem Sklavenhaus“ für Ägypten, der in beiden biblischen Dekalogfassungen vorkommt. Dies gilt als möglicher Hinweis auf den Entstehungsort des Textes. 
Das Gebot Brich nicht die Ehe geht den Geboten Morde nicht und Raube nicht voraus, und das Schma Jisrael wird mit einem zusätzlichen Vers eingeleitet. Beide Unterschiede sind auch aus Handschriften der Septuaginta bekannt, der erste auch aus Schriften des Philo von Alexandrien und aus dem Neuen Testament. Da der Text jedoch auf Hebräisch verfasst und in Ägypten gefunden wurde, nimmt man an, dass er auf einer hebräischen, keiner griechischen Textform beruht, die unabhängig von der masoretischen Textform überliefert und durch die Septuaginta übersetzt worden ist.
Da die beiden Texte auf dem Blatt im Deuteronomium nicht direkt aufeinanderfolgen, gilt der Papyrus nicht als Rest eines Codex, sondern als Auszug daraus zu pädagogischem oder erbaulichem Zweck. Man vermutet, dass er von einer liturgischen Vorlage abgeschrieben wurde. Denn sowohl der Jerusalemer als auch der Babylonische Talmud lehrten die Lesung des Dekalogs vor dem Schma.